# Cisternino di città
Il Cisternino di città è un edificio neoclassico costruito nella prima metà dell'Ottocento con l'intento di soddisfare il fabbisogno idrico del centro di Livorno, ma non è mai entrato in funzione. Affaccia su via Grande, tra piazza Guerrazzi e piazza della Repubblica, mentre l'accesso principale è posto in largo del Cisternino.

## Storia

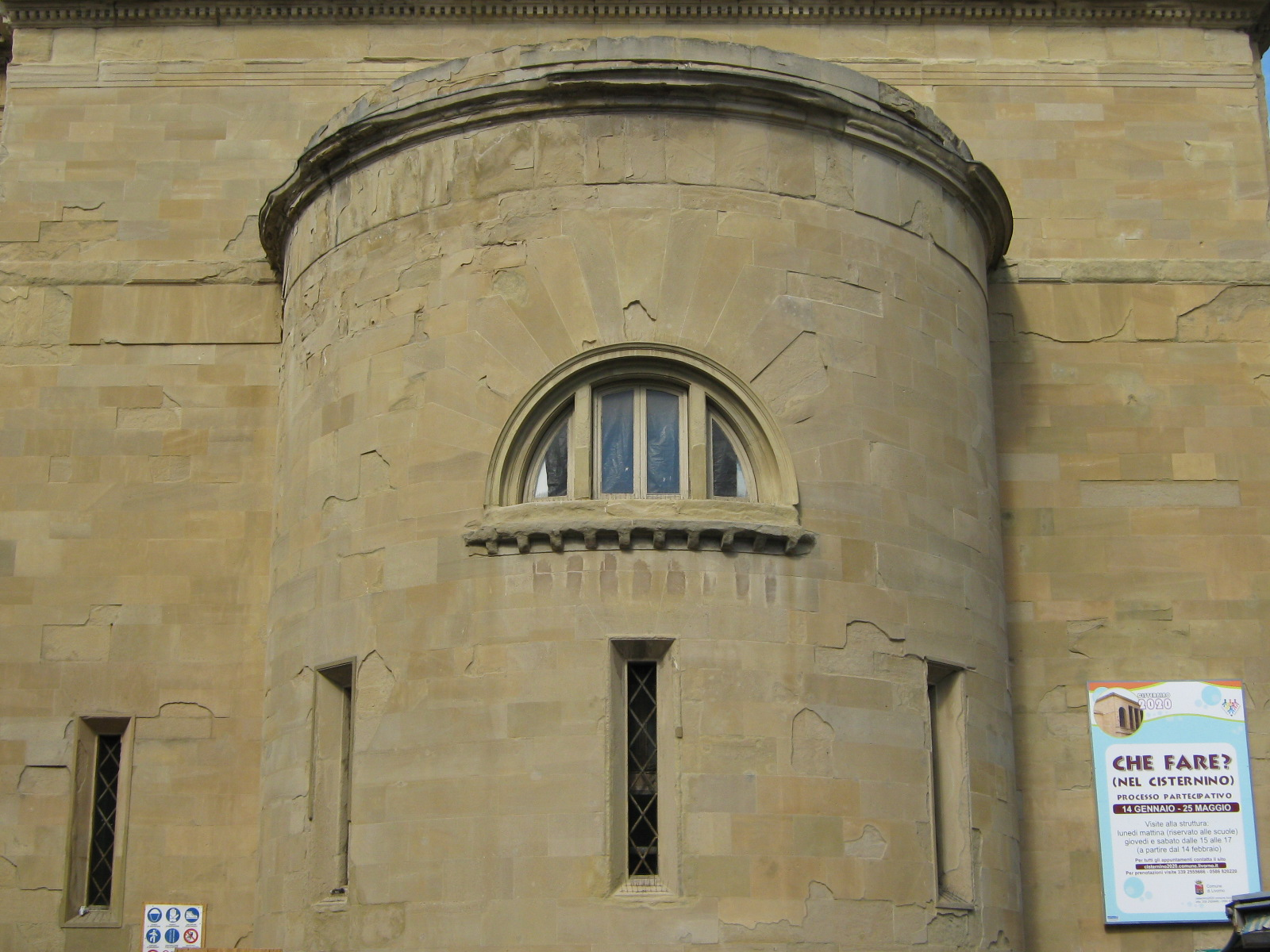
L'abside

La costruzione del Cisternino di città è legata al compimento dell'Acquedotto di Colognole, iniziato sul finire del Settecento per potenziare le risorse idriche di Livorno e dei suoi sobborghi.
Nel 1809 Pasquale Poccianti assunse la direzione dei lavori dell'acquedotto e nel 1827 delineò le opere da farsi per il completamento del medesimo: alla relazione era allegato anche il progetto per un serbatoio da costruirsi nel centro della città, all'interno della cinta fortificata voluta dai Medici nel XVI secolo.
Il progetto fu approvato nel 1837 ed i lavori vennero portati a compimento solo nel 1848.
Il serbatoio, detto appunto Cisternino di città per distinguerlo dalle altre cisterne poste al di fuori del centro abitato (il Cisternone e il Cisternino di Pian di Rota), avrebbe occupato un lotto lungo la via Ferdinanda (attuale via Grande), compreso tra la Porta a Pisa e il Fosso Reale. Proprio per la presenza di queste strutture preesistenti, l'unica facciata visibile sarebbe stata solo quella rivolta verso ponente, con un'abside semicircolare aperta da una finestra di derivazione termale.
Tuttavia, intorno al 1840, la demolizione delle fortificazioni e la realizzazione della piazza dei Granduchi (attuale piazza delle Repubblica) sopra il Fosso Reale, imposero a Poccianti di riprogettare i prospetti sulla via Ferdinanda e sulla nuova piazza: pertanto, lungo il principale asse stradale cittadino, l'architetto impostò un massiccio basamento sormontato da un leggero portico architravato d'ordine ionico, mentre, verso la piazza dei Granduchi, si limitò ad una semplice distribuzione delle aperture, sebbene le carte dell'architetto mostrino un progetto più articolato anche per questa facciata, probabilmente non realizzato per mancanza di fondi.
Il Cisternino tuttavia non entrò mai in funzione, forse per le complicazioni insorte con la costruzione della nuova piazza sul Fosso Reale, che con la sua volta avrebbe ostacolato il passaggio delle condotte provenienti dalla vicina Gran Conserva.
Successivamente, a seguito dei bombardamenti della seconda guerra mondiale, il piccolo serbatoio di città fu quasi completamente isolato dalle costruzioni circostanti con la realizzazione di una nuova ed incongrua facciata rivolta verso nord, dove fu realizzato l'ingresso principale, mentre la vasca interna fu divisa a metà con la costruzione di un solaio intermedio per ospitare i locali della Casa della Cultura.
Dopo un lungo periodo di chiusura, in data 11 novembre 2017 l'edificio è stato riaperto al pubblico e trasformato in uno spazio pensato per catalizzare la partecipazione della cittadinanza nei diversi ambiti di intervento comunale (cultura, le politiche giovanili ecc.).

## Descrizione

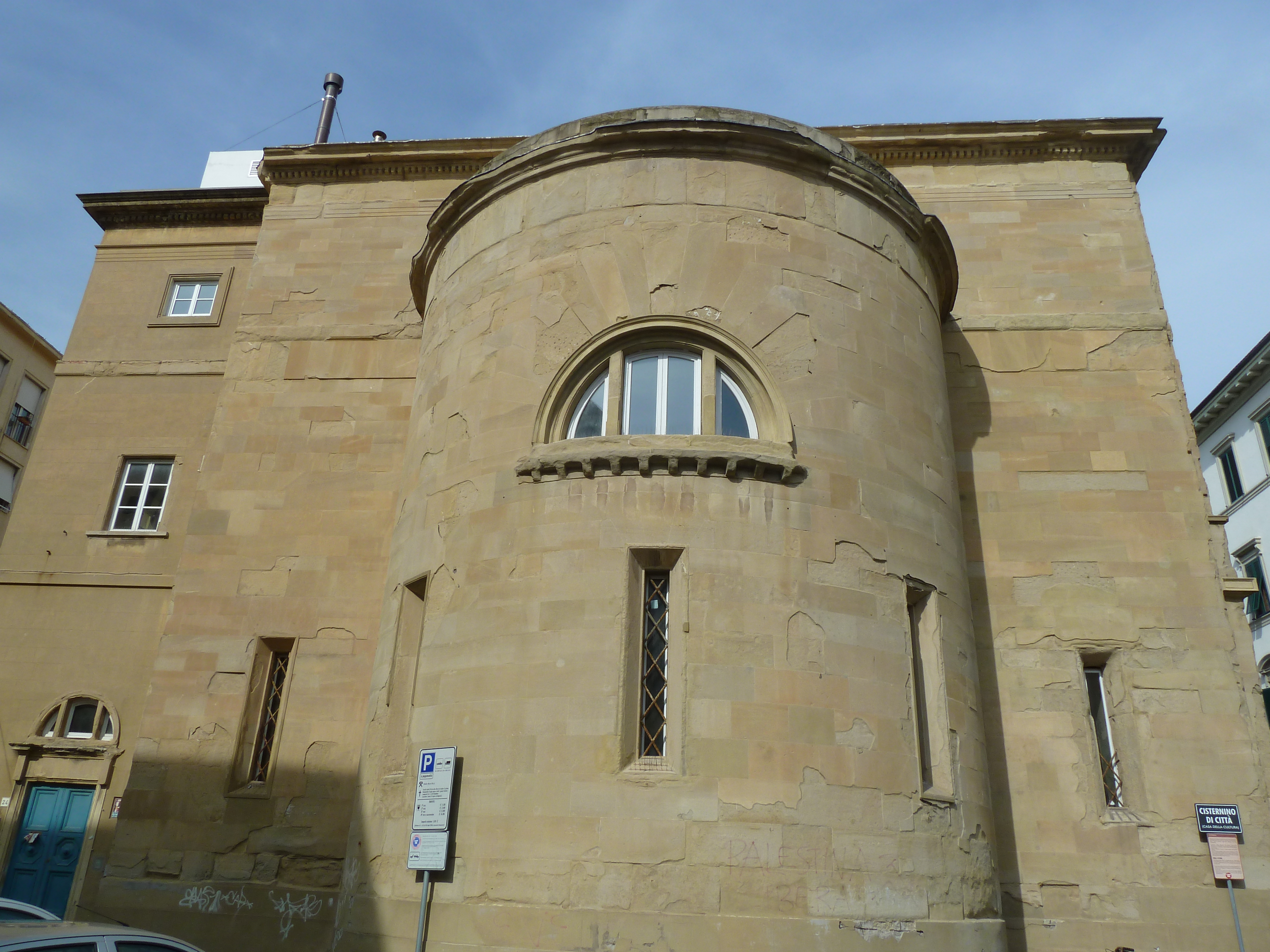
L'abside sopra la quale, a sinistra, emerge l'incongrua struttura del vano tecnico installato durante l'ultimo restauro

Il Cisternino di città si presenta come un volume compatto a pianta rettangolare, con un'abside semicircolare che si innesta sulla facciata occidentale. Come detto, il fronte sulla piazza della Repubblica non presenta particolarità architettoniche rilevanti ed è caratterizzato da due grandi finestre a tutto sesto che si aprono sopra un alto basamento.
Sulla via Grande, dove un tempo si trovava la citata Porta a Pisa, la facciata è scandita da un loggiato palladiano, derivato dal portico di Ottavia, che si apre al piano superiore dell'edificio: sei eleganti colonne ioniche, affiancate da due arcate, alleggeriscono la massa muraria, che qui appare scavata in un suggestivo gioco di luci ed ombre.
La facciata occidentale invece rispecchia sostanzialmente il primo progetto del Poccianti, con un'abside e una finestra semicircolare; su un lato, una piccola porta conduce all'interno ed un tempo, prima della costruzione della facciata sul lato settentrionale, rappresentava l'unico ingresso alla cisterna (durante l'ultimo restauro la purezza geometrica è stata compromessa dall'installazione di un vano tecnico alla sommità dell'edificio, visibile dalla piazza Guerrazzi).
L'interno ha subito notevoli modifiche ed il soppalco installato nel secondo dopoguerra ha di fatto cancellato la volumetria della piccola vasca. La volta di copertura è sostenuta dal susseguirsi di setti murari, a differenza delle altre cisterne, dove invece le volte poggiano su pilastri a pianta quadrata.

## Architettura
Come per molte altre opere del Poccianti, anche nel Cisternino di città è possibile individuare chiari riferimenti all'opera degli architetti francesi rivoluzionari Boullée e Ledoux, quali: i volumi contrastanti accostati tra loro; la purezza delle superfici, spogliate di gran parte delle decorazioni; infine i netti rapporti che definiscono i pieni ed i vuoti.
Interessanti inoltre sono le similitudini con le altre opere dello stesso Poccianti: infatti, il tema del possente basamento e dell'esile loggiato superiore era già stato utilizzato dall'architetto per la realizzazione del prospetto della Villa del Poggio Imperiale, presso Firenze, restaurata a partire dai primi anni dell'Ottocento.